# Leptoneta jangsanensis
Leptoneta jangsanensis là một loài nhện trong họ Leptonetidae.
Loài này thuộc chi Leptoneta. Leptoneta jangsanensis được B. K. Seo miêu tả năm 1989.